# Pararge totenigrocellata
Pararge totenigrocellata är en fjärilsart som beskrevs av Ruggero Verity 1953. Pararge totenigrocellata ingår i släktet Pararge och familjen praktfjärilar. Inga underarter finns listade i Catalogue of Life.